# Michael Morpurgo
Sir Michael Andrew Bridge Morpurgo (St Albans, 5 oktober 1943) is een Brits kinderboekenschrijver.

## Biografie
Morpurgo werd geboren in 1943 in St Albans, in Hertfordshire, als Michael Andrew Bridge. Hij is een zoon van acteur Tony Van Bridge en actrice Kippe Cammaerts. Zijn grootvader van moederskant is de Belgische schrijver en dichter Émile Cammaerts. Nadat zijn moeder hertrouwd was, nam hij de achternaam van zijn stiefvader aan. Na de middelbare school ging hij naar de London University om er Engels te studeren. Hij heeft een jaar of tien les gegeven en is daarna werkzaam geweest in de stichting van zijn vrouw, Clare, de 'Farms for City Children'. Sinds 1976 bezitten hij en zijn vrouw drie boerderijen waar jaarlijks zo'n 2000 kinderen op vakantie komen. Hij wisselt de dagen dat hij werkt op de boerderij af met de dagen dat hij schrijft.

## Werk
Zijn boeken spelen vaak in het verleden. Soms is de tijd niet belangrijk voor het verhaal, soms beschrijft hij de historische gebeurtenissen zeer nauwkeurig. Zijn verhalen worden als ontroerend, avontuurlijk en grappig gezien. Dieren spelen vaak een grote rol en ook de relatie tussen mens en dier is zeer belangrijk.